# Tour de França de 1966
L'edició del Tour de França 1966 va ser guanyat pel francès Lucien Aimar, gregari de Jacques Anquetil, el qual es veurà obligat a retirar-se de la cursa per problemes de salut.
La sortida, des de Nancy, serà efectuada per 13 equips de 10 ciclistes cadascun. Sols l'equip Fagor arribarà sencer a París.
En aquesta edició els ciclistes patiran els primers controls antidopatge. Serà en finalitzar la 8a etapa a Bordeus. L'endemà, després de 5 quilòmetres de cursa, els ciclistes iniciaran una vaga per demanar que els controls no es realitzin de nit. Al final de la 13a etapa sis corredors van ser declarats positius.
La 16a etapa, en què se superaven tres port de muntanya, entre ells el Galibier va veure com 28 ciclistes arribaven amb fora de control, sent eliminats del Tour.

## Resultats

### Classificació general
| Classificació General                 | Classificació General | Classificació General | Classificació General |
| ------------------------------------- | --------------------- | --------------------- | --------------------- |
| 1.                                    | Lucien Aimar          | França                | 117h 34' 21"          |
| 2.                                    | Jan Janssen           | Països Baixos         | a 1' 07"              |
| 3.                                    | Raymond Poulidor      | França                | a 2' 02"              |
| 4.                                    | Jose-Antonio Momene   | Espanya               | a 5' 19"              |
| 5.                                    | Marcello Mugnaini     | Itàlia                | a 5' 27"              |
| 6.                                    | Herman van Springel   | Bèlgica               | a 5' 44"              |
| 7.                                    | Francisco Gabica      | Espanya               | a 6' 25"              |
| 8.                                    | Roger Pingeon         | França                | a 8' 22"              |
| 9.                                    | Karl-Heinz Kunde      | Alemanya              | a 9' 06"              |
| 10.                                   | Martin Vandenbossche  | Bèlgica               | a 9' 57"              |
| 130 participats, 82 acabaren la cursa |                       |                       |                       |

### Gran Premi de la Muntanya
| 1r | Julio Jiménez           | 123 pts |
| 2n | Joaquim Galera          | 98 pts  |
| 3r | Aurelio González Puente | 51 pts  |

### Classificació de la Regularitat
| 1r | Willy Planckaert | 211 pts |
| 2n | Gerben Karstens  | 189 pts |
| 3r | Edward Sels      | 178 pts |

### Classificació per equips
| 1r | Kas |

### Etapes
| Etapa   | Data         | Recorregut                      | km         | Guanyador              | Líder               |
| 1a      | 21 de juny   | Nancy - Charleville-Mézières    | 208,5      | Rudi Altig             | Rudi Altig          |
| 2a      | 22 de juny   | Charleville-Mézières - Tournai  | 198        | Guido Reybrouck        | Rudi Altig          |
| 3a (a)  | 23 de juny   | Tournai - Tournai               | 21 (CRE)   | Televizier-Batavus     | Rudi Altig          |
| 3a (b)  | 23 de juny   | Tournai - Dunkerque             | 131,5      | Gerben Karstens        | Rudi Altig          |
| 4a      | 24 de juny   | Dunkerque - Dieppe              | 205        | Willy Planckaert       | Rudi Altig          |
| 5a      | 25 de juny   | Dieppe - Caen                   | 178,5      | Franco Bitossi         | Rudi Altig          |
| 6a      | 26 de juny   | Caen - Angers                   | 216,5      | Edward Sels            | Rudi Altig          |
| 7a      | 27 de juny   | Angers - Royan                  | 252,5      | Albert van Vlierberghe | Rudi Altig          |
| 8a      | 28 de juny   | Royan - Bordeus                 | 137,5      | Willy Planckaert       | Rudi Altig          |
| 9a      | 29 de juny   | Bordeus - Baiona                | 201        | Gerben Karstens        | Rudi Altig          |
| 10a     | 1 de juliol  | Baiona - Pau                    | 234,5      | Tommaso de Pra         | Tommaso de Pra      |
| 11a     | 2 de juliol  | Pau - Luchon                    | 188        | Marcello Mugnaini      | Jean-Claude Lebaube |
| 12a     | 3 de juliol  | Luchon - Revel                  | 218,5      | Rudi Altig             | Karl-Heinz Kunde    |
| 13a     | 4 de juliol  | Revel - Seta                    | 191,5      | Georges Vandenberghe   | Karl-Heinz Kunde    |
| 14a (a) | 5 de juliol  | Montpeller - Vals-les-Bains     | 144        | Jo de Roo              | Karl-Heinz Kunde    |
| 14a (b) | 5 de juliol  | Vals-les-Bains - Vals-les-Bains | 20 (CRI)   | Raymond Poulidor       | Karl-Heinz Kunde    |
| 15a     | 6 de juliol  | Privas - Le Bourg-d'Oisans      | 203,5      | Luis Otaño             | Karl-Heinz Kunde    |
| 16a     | 7 de juliol  | Le Bourg-d'Oisans - Briançon    | 148,5      | Julio Jiménez          | Jan Janssen         |
| 17a     | 8 de juliol  | Briançon - Torí                 | 160        | Franco Bitossi         | Lucien Aimar        |
| 18a     | 10 de juliol | Ivrea - Chamonix                | 188        | Edy Schutz             | Lucien Aimar        |
| 19a     | 11 de juliol | Chamonix - Saint-Étienne        | 264,5      | Ferdinand Bracke       | Lucien Aimar        |
| 20a     | 12 de juliol | Saint-Etienne - Montluçon       | 223,5      | Henk Nijdam            | Lucien Aimar        |
| 21a     | 13 de juliol | Montluçon - Orleans             | 232,5      | Pierre Beuffeuil       | Lucien Aimar        |
| 22a (a) | 14 de juliol | Orleans - Rambouillet           | 111        | Edward Sels            | Lucien Aimar        |
| 22a (b) | 14 de juliol | Rambouillet - París             | 51,5 (CRI) | Rudi Altig             | Lucien Aimar        |